# Partizán Bardejov
Partizán Bardejov is een Slowaakse voetbalclub uit Bardejov, die werd opgericht in 1922.

## Naamsveranderingen
- 1932 — ŠK Bardejov
- 1949 — Sokol OSK Bardejov
- 1951 — Sokol ČSSZ Bardejov
- 1953 — Slavoj Bardejov
- 1962 — TJ Partizán Bardejov
- 1992 — BSC JAS Bardejov
- 2008 — Partizán Bardejov

## Eindklasseringen
| Seizoen   | №         | Clubs     | Divisie                     | Duels     | Winst     | Gelijk    | Verlies   | Doelsaldo | Punten    |
| Slowakije | Slowakije | Slowakije | Slowakije                   | Slowakije | Slowakije | Slowakije | Slowakije | Slowakije | Slowakije |
| --------- | --------- | --------- | --------------------------- | --------- | --------- | --------- | --------- | --------- | --------- |
| 1993–1994 | 1         | 16        | 1. slovenská futbalová liga |           |           |           |           |           |           |
| 1994–1995 | 7         | 12        | Corgoň Liga                 | 32        | 12        | 7         | 13        | 46–46     | 43        |
| 1995–1996 | 6         | 12        | Corgoň Liga                 | 32        | 13        | 3         | 16        | 38–42     | 42        |
| 1996–1997 | 7         | 16        | Corgoň Liga                 | 30        | 11        | 7         | 12        | 34–36     | 40        |
| 1997–1998 | 14        | 16        | Corgoň Liga                 | 30        | 7         | 6         | 17        | 27–42     | 27        |
| 1998–1999 | 16        | 16        | Corgoň Liga                 | 30        | 2         | 1         | 27        | 14–66     | 7         |
| 1999–2000 | 6         | 18        | 1. slovenská futbalová liga | 34        | 17        | 6         | 11        | 48–32     | 57        |
| 2000–2001 | 13        | 18        | 1. slovenská futbalová liga | 34        | 11        | 10        | 13        | 42–50     | 43        |

## Trainer-coaches
- Jozef Bubenko (1992–1996)